# Aeroportul Araxos
Aeroportul Araxos (IATA: GPA, ICAO: LGRX) este un aeroport din West Achaea Municipality⁠(d), Prefectura Ahaia, Grecia de Vest, Peloponez, Grecia de Vest și Insulele Ionice⁠(d), Grecia ce deservește zona Patras. Aeroportul a fost tranzitat în 2022 de 101.845 de pasageri. A fost deschis în 1992 și numit după Araxos.
Situat la o altitudine de 14 m, aeroportul dispune de 1 pistă. Este operat de Hellenic Air Force⁠(d).

## Infrastructură

### Piste
Aeroportul dispune de o singură pistă. Pista 18R/36L are suprafața de beton și dimensiunile 3.352 m × 45 m. 